# Mané Keriaval

Schema Mané Keriaval (Bretagne)

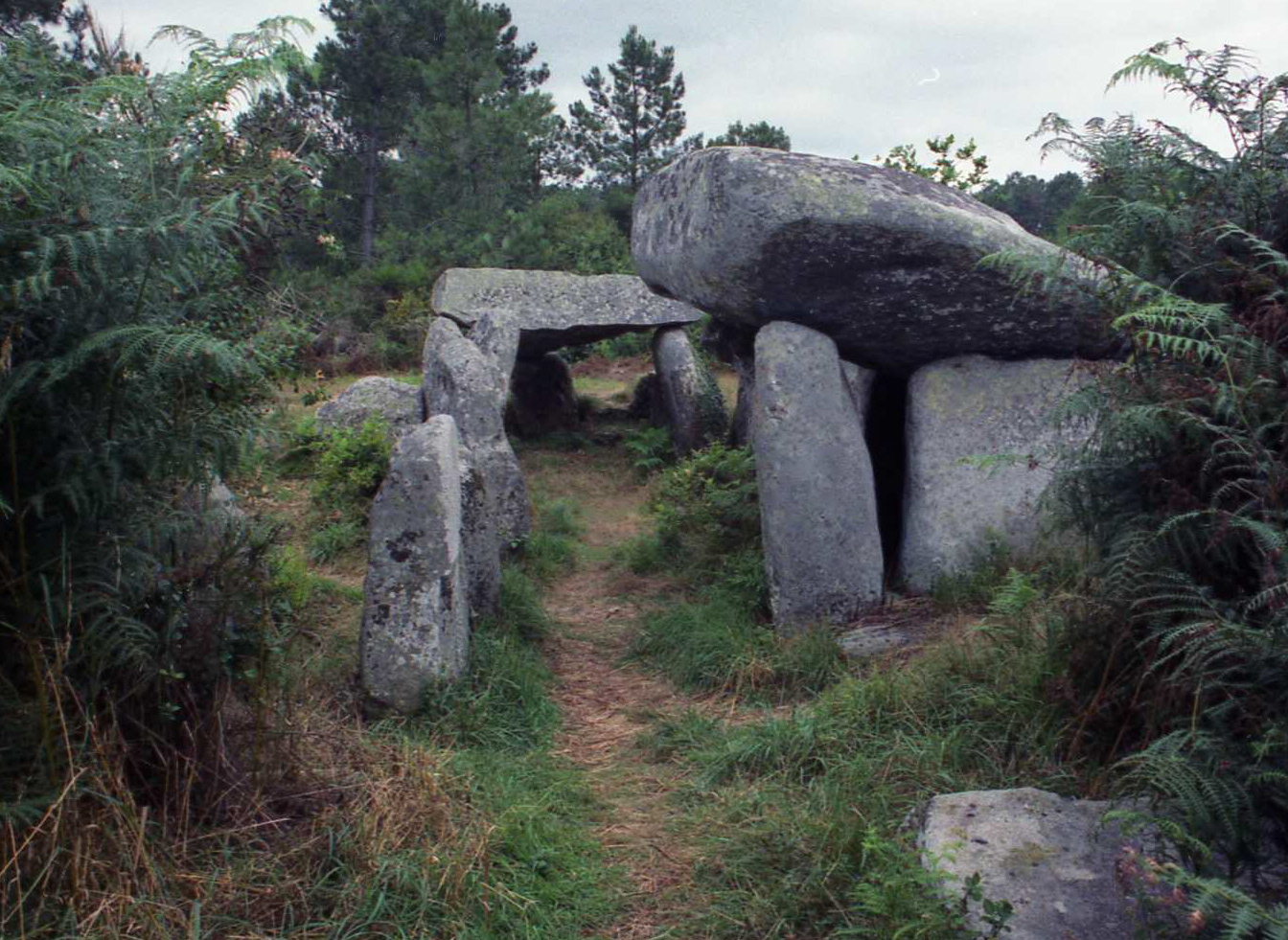
Mané Keriaval (Bretagne)

Mané Keriaval ist ein Galeriegrab mit vier Seitenkammern. Es liegt in der Bretagne bei Plouharnel im Norden von Carnac, im Département Morbihan, in der Bretagne in Frankreich.
Die auf den ersten Blick etwas ungeordnet wirkenden, zwischen immergrünem Stechginster (Ulex europaeus) und hohem Adlerfarn stehenden Reste zeigen noch ihren Bauplan. Die Megalithanlage war in fünf Kammern unterteilt ist. Der Gang führt zur kopfseitigen Kammer, die noch ihren Deckstein hat. Die Kammern der rechten Seite haben teilweise noch Deck-, Trag- und Schlusssteine. Die nur fragmentarisch erhaltenen Kammern der linken Seite haben ihre Deck- und die meisten ihrer Tragsteine verloren.
In unmittelbarer Nähe liegen die Dolmen von Kluder-Yer, Mané Kerioned und Nautério, sowie die Menhire von Kluder Yer oder Beg-Lann.